# Удобненское сельское поселение
Удобненское сельское поселение — муниципальное образование в составе Отрадненского района Краснодарского края России.
В рамках административно-территориального устройства Краснодарского края ему соответствует Удобненский сельский округ.
Административный центр — станица Удобная.

## География
Расположено в юго-восточной части Отрадненского района, в междуречье рек Уруп и Бол. Зеленчук. Общая площадь поселения 307,67 км².

## Население
| 2010  | 2012  | 2013  | 2014  | 2015  | 2016  | 2017  |
| ----- | ----- | ----- | ----- | ----- | ----- | ----- |
| 7525  | ↘7447 | ↘7427 | ↘7359 | ↘7355 | ↘7323 | ↘7276 |
| 2018  | 2019  | 2020  | 2021  | 2023  |       |       |
| ↘7257 | ↘7244 | ↘7199 | ↘7122 | ↘6989 |       |       |

## Населённые пункты
В состав сельского поселения (сельского округа) входят 10 населённых пунктов:
| №  | Населённый пункт    | Тип населённого пункта | Население (чел.) |
| -- | ------------------- | ---------------------- | ---------------- |
| 1  | Удобная             | станица                | ↘5232            |
| 2  | Зеленчук Мостовой   | хутор                  | ↘307             |
| 3  | Красные Горы        | хутор                  | ↘23              |
| 4  | Лазарчук            | хутор                  | →241             |
| 5  | Пенькозавод         | посёлок                | ↘1127            |
| 6  | Романчуков          | хутор                  | ↘284             |
| 7  | Столяров            | хутор                  | ↘9               |
| 8  | Стуканов            | хутор                  | ↘41              |
| 9  | Удобно-Зеленчукский | хутор                  | ↗54              |
| 10 | Чехрак              | хутор                  | ↘125             |

## История
В 1935 году был образован Удобненский сельский совет.
В 1991 году Удобненский сельский совет преобразован в Удобненский сельский округ, в границах которого с 2005 года функционирует Удобненское сельское поселение.